# Cratere Vazov
Vazov è un cratere sulla superficie di Mercurio. Il cratere è dedicato al poeta bulgaro Ivan Vazov.